# 잔루카 만치니
잔루카 만치니(이탈리아어: Gianluca Mancini, 1996년 4월 17일 ~ )는 이탈리아의 축구 선수로, 현재 이탈리아 세리에 A의 AS 로마 소속이다. 포지션은 센터백이다.